# Авторское право в Армении
Авторское право в Армении регулируется Законом Армении об авторском праве и смежных правах, принятом 28 января 2000 года №ЗР-28. Документ утратил силу с 22 июля 2006 года в соответствии с Законом Республики Армения от 4 июля 2006 года №ЗР-142.

## История
Армения входила в состав Российской империи с 1828 года, в состав СССР — в 1922—1991 годах. Соответственно, на территории республики действовали законы об авторском праве Российской империи, законы об авторском праве в СССР.
28 января 2000 года в Армении принят Закон Армении об авторском праве и смежных правах №ЗР-28. Новая редакция закона № 121 принята в 2006 году. До 2006 года в Армении было нормой, когда руководители теле- и радиоканалов призывали авторов письменно отказаться от авторского вознаграждения, утверждая при этом, что, транслируя музыкальные произведения, они тем самым бесплатно рекламируют авторов произведений и исполнителей.
В настоящее время вопросами защиты авторских прав в Армении занимается Армянское авторское общество Армавтор. Организация Армавтор — член Международной конфедерации обществ авторов и композиторов (СИЗАК), имеет около 30 договоров о взаимном представительстве с иностранными авторско-правовыми обществами, включая, с Российским авторским обществом.

## Содержание
Объектами авторского права Армении являются:
- географические и геологические, планы, эскизы и пластические произведения, относящиеся к географии, топографии, геологии, архитектуре и другим наукам;
- производные произведения, в которым относятся:

а) переводы, переработки других произведений (обработки, рефераты, аннотации, теории, резюме, адаптации, аранжировки, инсценировки, кинематографические (аудиовизуальные) переделки и другие переработки произведений сфер науки, литературы и искусства), которые по смыслу абзаца четырнадцатого статьи 4 настоящего Закона являются самостоятельными произведениями;
б) сборники произведений (энциклопедии, антологии, базы данных) и другие составные и сборные произведения, которые по подбору или расположению материалов представляют собой результат творческого труда;
- литературные, в том числе научные произведения, все виды компьютерных программ, которые могут быть выражены на любом языке программирования и в любой форме (включая прикладные программы, операционные системы, исходный текст и объектный код);
- произведения живописи, скульптуры, графики и другие произведения изобразительного искусства;
- драматические и музыкально-драматические произведения, сценарии, сценарные планы, либретто и другие работы, созданные для сценического показа;
- произведения декоративно-прикладного и сценографического искусства (сценического дизайна);
- произведения дизайна, шрифты; фотографические и созданные аналогичными способами произведения;
- произведения архитектуры, градостроительства, садово-паркового искусства; произведения хореографии и пантомимы;
- произведения архитектурно-художественных решений (как в целом, так и их отдельные части);
- другие произведения, отвечающие установленным настоящей статьей требованиям;
- части, фрагменты, а также название произведения, являющиеся самостоятельным произведением;
- музыкальные произведения с текстом и без текста;
- аудиовизуальные произведения (кинофильмы, телефильмы, слайд-фильмы и иные кинопроизведения, телевизионные произведения, радиопроизведения)[2].

В законодательстве Республики Армения авторы аудиовизуальных произведений называются соавторами. Это позволят распространять на них положения Закона о соавторстве: «Авторское право на произведение, созданное в результате совместного труда двух или более лиц (соавторство), принадлежит соавторам совместно, независимо от того, представляет ли произведение неделимое целое или состоит из частей, каждая из которых имеет самостоятельное значение. Взаимоотношения соавторов могут определяться заключенным между ними договором». Заключение договора на выполнение аудиовизуального произведения влечет за собой передачу авторами созданного произведения производителю аудиовизуального произведения всех исключительных прав.
По Закону Республики Армения «Об авторском праве и смежных правах» от 28 января 2000 года № ЗР-28 — при публичном исполнении аудиовизуального произведения все авторы произведения сохраняют свои права на авторское вознаграждение при каждом публичном исполнении данного произведения или сдаче его экземпляров в прокат.
За нарушение авторского права и смежных прав предусматривается ответственность в соответствии с законодательством Республики Армения.

## Сроки действия
Права исполнителя согласно действующему закону действуют в течение 50 лет, считая с момента первого исполнения (постановки) или первой записи и видеозаписи. Если же в этот период запись исполнения в установленном законом порядке публикуется либо имеет место правомерное публичное сообщение записи, то срок защиты указанных прав истекает через 50 лет после первого такого опубликования или первого такого публичного сообщения в зависимости от того, которое из них имело место ранее.
Право производителя первой записи исполнений или аудиовизуальных произведений действует в течение 50 лет после произведения первой записи фонограммы (или видеозаписи). Право эфирной или кабельной организации на трансляцию передачи действует в течение 50 лет после ее первой трансляции.